# 重忠節
「重忠節」（しげただぶし）は、1978年にリリースされた三橋美智也のシングル。

## 解説
- 武勇の誉高く、清廉潔白な人柄から「坂東武士の鑑」と称された畠山重忠を詠っており、作詞は埼玉県知事の畑和が「畑やわら」名義で担当した。
- ジャケットには深谷市畠山を流れる荒川の夕景をバックに、畑の写真が左上に載せられている。

## 収録曲
1. 重忠節
  - 作詞:畑やわら／作曲・編曲:細川潤一
2. 秩父音頭